# Чёрная Речка (Иркутская область)
Чёрная Речка — упразднённый участок, входивший в состав Черемшанского муниципального образования Заларинского района Иркутской области России. Исключён из учётных данных в 1998 году

## География
Располагался на правом берегу реки Чёрная (права составляющая реки Тагна), в 3,5 км к западу от села Черемшанка.

## История
Участок основан в 1911 году. По данным на 1926 год посёлок Чернореченский состоял из 24 хозяйств. В административном отношении входил в состав Черемшанского сельсовета Тагнинского района Иркутского округа Сибирского края.
Постановлением губернатора Иркутской области от 23 июля 1998 года № 494-п участок исключен из учётных данных.

## Население
По данным переписи 1926 года в поселке проживало 113 человек (58 мужчин и 55 женщин), основное население — татары.